# Möhrenrüssler

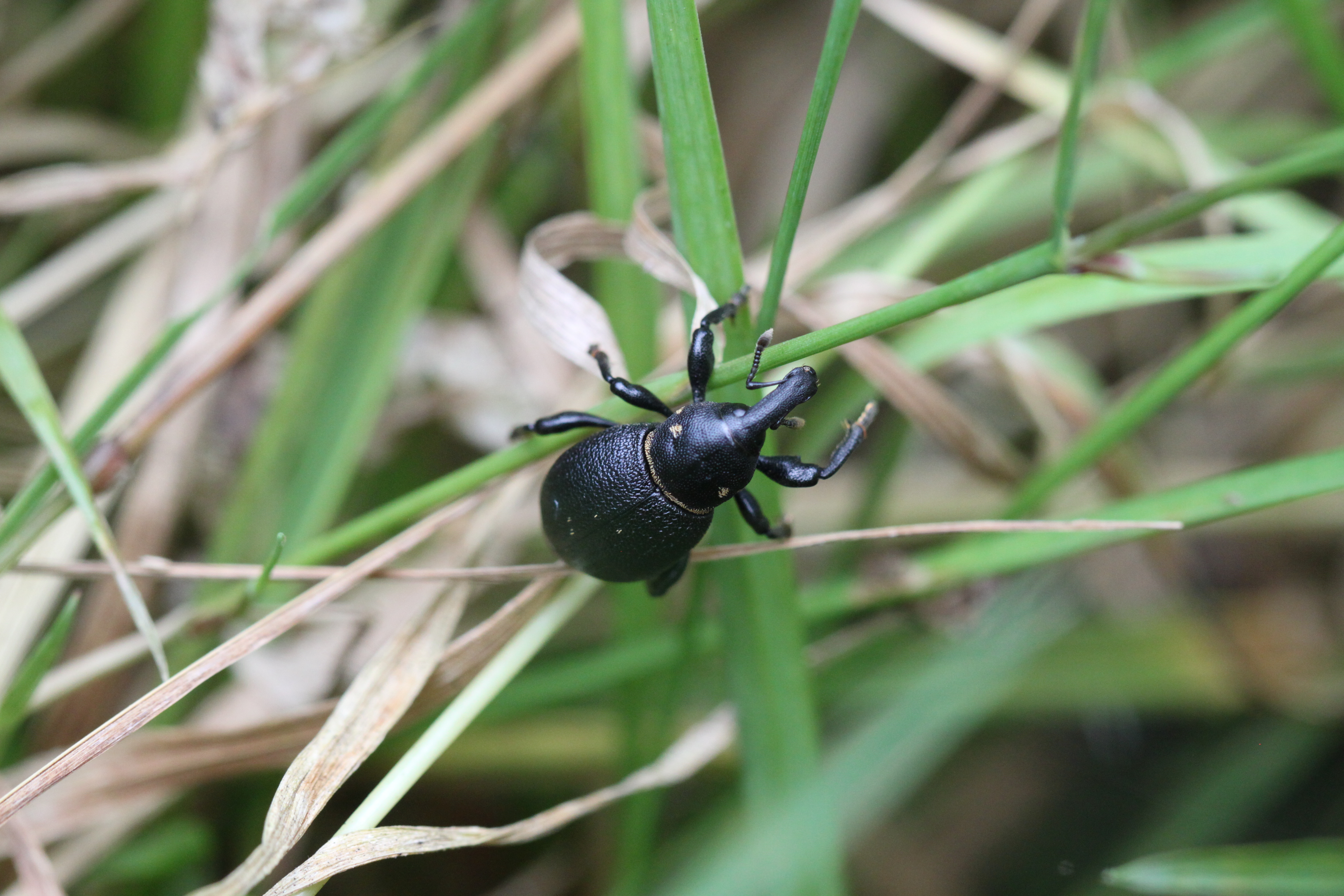
Liparus coronatus

Der Möhrenrüssler (Liparus coronatus), auch unter dem Synonym Kerbel-Dickrüssler bekannt, ist ein Käfer der Familie der Rüsselkäfer (Curculionidae).

## Beschreibung
Der Möhrenrüssler ist ein kleinerer Vertreter aus der Gattung Liparus. Er misst 11–13 mm. Die Käfer sind fast vollständig schwarz. Entlang der Basis des Halsschildes verläuft ein Saum bestehend aus gelben Schuppen. Des Weiteren befinden sich an den Seiten des Halsschildes jeweils zwei aus gelben Schuppen bestehende größere Flecke. Die Deckflügel (Elytren) sind mit kleinen Gruben übersät. Sie besitzen einen kräftigen und spitzigen Schenkelzahn.

## Ähnliche Arten
- Großer Pestwurzrüssler (Liparus glabrirostris)
- Kleiner Pestwurzrüssler (Liparus germanus)

## Verbreitung und Lebensweise
Die Käferart ist in Europa weit verbreitet und kommt östlich bis in den Kaukasus vor. In Deutschland sind sie vor allem im Südwest- und Mitteldeutschland zu finden.
Die Käfer sind in verschiedenen Lebensräumen zu finden, etwa in sonnigen Hochstaudenfluren, Waldrändern, Hecken und Extensivgrünland. Sie sind für ihre Entwicklung auf Doldenblütler als Nahrung und Wirtspflanzen der Larven angewiesen. Bekannte Wirtspflanzen sind Kerbel, Kälberkropf, Wilde Möhre und Pastinake. Die Larven leben in der Wurzel ihrer Wirtspflanze und höhlen diese aus.

## Gefährdung
Die Art ist in Deutschland ungefährdet.